# Cross Vault
Cross Vault est un groupe allemand d'epic doom, originaire de Mayence.

## Histoire
M. et N. forment Cross Vault en 2013 en raison de leur goût commun pour l'epic doom traditionnel. Les musiciens se connaissaient depuis longtemps et avaient l'habitude de jouer ensemble dans d'autres projets. Lors de la création du groupe, les musiciens utilisent leurs initiales afin d'éviter toute implication dans d'autres projets. Niklas « Nerrath » Thiele de Licht erlischt ... und Horn est rapidement rendu public. En été de l'année de fondation, le duo commence à travailler sur de la musique commune. N. joue de la batterie et chante, tandis que M. joue de la basse et de la guitare. À la fin de l'automne, Cross Vault enregistre son premier album. Le label Eyes Like Snow publie le premier album Spectres of Revocable Loss le 20 juin 2014. Après l'enregistrement, le duo forme un line-up de concerts et de sessions pour organiser des concerts et des enregistrements. La vague constellation se transforme progressivement en une formation de groupe constante. Le batteur « B. », alias Benjamin « Skullsplitter » Fritsch, est le premier à rejoindre le groupe, après avoir impressionné N. et M. en tant que musicien de session.
De 2014 à 2015, le trio enregistre son deuxième album, The All-Consuming. Northern Silence Productions publie The All-Consuming le 6 novembre 2015. Après l'enregistrement de The All-Consuming, le groupe donne de plus en plus de concerts, à l'issue desquels G. et F. deviennent membres permanents du groupe. En tant que quintette, ils sortent ensuite Miles to Take, un EP sorti le 18 novembre 2016 sur Iron Bonehead Productions. Avec As Strangers We Depart, le troisième album sort, toujours via Iron Bonehead Productions, le 28 mai 2021. L'album est entièrement écrit par G. et arrangé par G. et B..

## Style musical
Le style musical de Cross Vault joue avec des éléments d'epic doom et de doom traditionnel. Le premier album en particulier est considéré comme proche du style du groupe britannique Warning. Les sorties ultérieures sont également considérées comme proches de l'atmosphère de Bathory. Le chant clair réverbéré et mélangé à l'arrière-plan est décrit comme sombre et puissant. Le jeu de guitare est considéré comme particulièrement mélancolique et porteur de l'atmosphère de la musique. Les leads et riffs doublés rappellent My Dying Bride.

## Discographie
- 2014 : Spectres of Revocable Loss (album, Eyes like Snow)
- 2015 : The All-Consuming (album, Northern Silence Productions)
- 2016 : Miles to Take (EP, Iron Bonehead Productions)
- 2021 : As Strangers We Depart (Album, Iron Bonehead Productions)